# Phrynocephalus maculatus
Phrynocephalus maculatus är en ödleart som beskrevs av  Anderson 1872. Phrynocephalus maculatus ingår i släktet Phrynocephalus och familjen agamer.

## Underarter
Arten delas in i följande underarter:
- P. m. longicaudatus
- P. m. maculatus